# Lacune (cristallographie)
 (juillet 2009).
Si vous disposez d'ouvrages ou d'articles de référence ou si vous connaissez des sites web de qualité traitant du thème abordé ici, merci de compléter l'article en donnant les références utiles à sa vérifiabilité et en les liant à la section « Notes et références ».

Une lacune dans un cristal

En cristallographie, une lacune est un type de défaut ponctuel du cristal dû à l'absence d'un atome sur un site normalement occupé.
La présence de lacunes permet (entre autres) d'expliquer les phénomènes de diffusion dans les matériaux. Son observation directe a été obtenue par quelques techniques de microscopie,, mais la caractérisation pratique de ces défauts ne se fait généralement qu'à travers ses effets sur les matériaux : changement de dimension, distorsion du réseau cristallin, modifications des propriétés électriques. 
Les lacunes sont naturellement présentes dans les cristaux à des concentrations qui sont d'autant plus fortes que la température est proche de la température de fusion du matériau. Les lacunes augmentent l'énergie interne du cristal. Les lacunes peuvent être également produites par irradiation. Lors d'une collision entre un projectile (électron par exemple) et un atome du matériau, celui-ci peut être éjecté de son site lorsque l'énergie qui lui est communiquée est suffisante (supérieure à 25 eV par exemple). Il y a donc création de deux défauts, la lacune au site d'où a été éjecté l'atome et l'atome qui se retrouve dans un site interstitiel normalement inoccupé. L'agglomération des lacunes conduit à la formation d'amas de défauts de type boucles de dislocation ou cavités en présence de gaz.
- Pour créer un défaut pareil dans un cristal en pression constante, il faut appliquer une enthalpie libre Gf, appelée en chimie l'énergie de Gibbs (f signifie "formation" donc c'est l'énergie de formation) de forme générale[4] :  Gf=Hf-TSf

Tels que :
-Hf est l'enthalpie de formation, elle est indiscernable de l'énergie de formation Ef ou souvent appelée Uf.
-Sf est l'entropie de formation, c'est une propriété liée au défaut ponctuel de ce point (un seul) résultant du désordre introduit dans le cristal en modifiant les propriétés vibratoires des atomes voisins.
-T est la température.